# Arthur von Gregory
Arthur Kuno Freiherr von Gregory (* 28. Februar 1859 in Breslau; † 16. Juni 1923 in Görlitz) war ein preußischer Generalleutnant.

## Leben und Wirken
Er stammte aus dem sächsisch-österreichischen Freiherrengeschlecht Gregory. Seine Eltern waren der Rittmeister Kuno von Gregory (1822–1898) und Marie von Salisch (1824–1889), eine Tochter des Landesältesten Rudolf von Salisch (1797–1861). 
Gregory schlug die Militärlaufbahn in der preußischen Armee ein.
In Erfurt schloss er am 7. September 1886 die Ehe mit Margaretha von Tzschoppe. Aus dieser Ehe ging der Jurist, Verbandsfunktionär und NSDAP-Politiker Friedrich Freiherr von Gregory (1900–1986) hervor.
Mit Beginn des Ersten Weltkriegs wurde er als Oberst Kommandeur des Füsilier-Regiments „General-Feldmarschall Prinz Albrecht von Preußen“ (Hannoversches) Nr. 73. Am Ende des Krieges war er Kommandeur der 92. Reserve-Infanterie-Brigade und wurde als Generalleutnant verabschiedet.